# したらば
株式会社したらば（英文社名：Shitaraba, Inc. ）は、東京都渋谷区に本社を置く日本のIT企業。電子掲示板「したらば掲示板」運営などを目的として、2021年2月に設立された。
2024年12月1日付で、「Seesaaブログ」と「Seesaa Wiki」の運営権を、株式会社ファンコミュニケーションズ（2024年1月1日付でシーサー株式会社を吸収合併）から譲受した。

## 運営サービス

### らいばーずワールド
らいばーずワールドは、株式会社したらばが運営する動画共有サービス。ライブ動画配信サービスを中心に、YouTubeとTikTokの動画も視聴できる。カテゴリとして「インタビュー」「エンタメ」「お金」がある。